# Anserelle élégante
Nettapus pulchellus
Espèce
Statut de conservation UICN

 LC  : Préoccupation mineure
L'Anserelle élégante (Nettapus pulchellus) est une espèce d'oiseau palmipède appartenant à la famille des Anatidae.

## Habitat et répartition

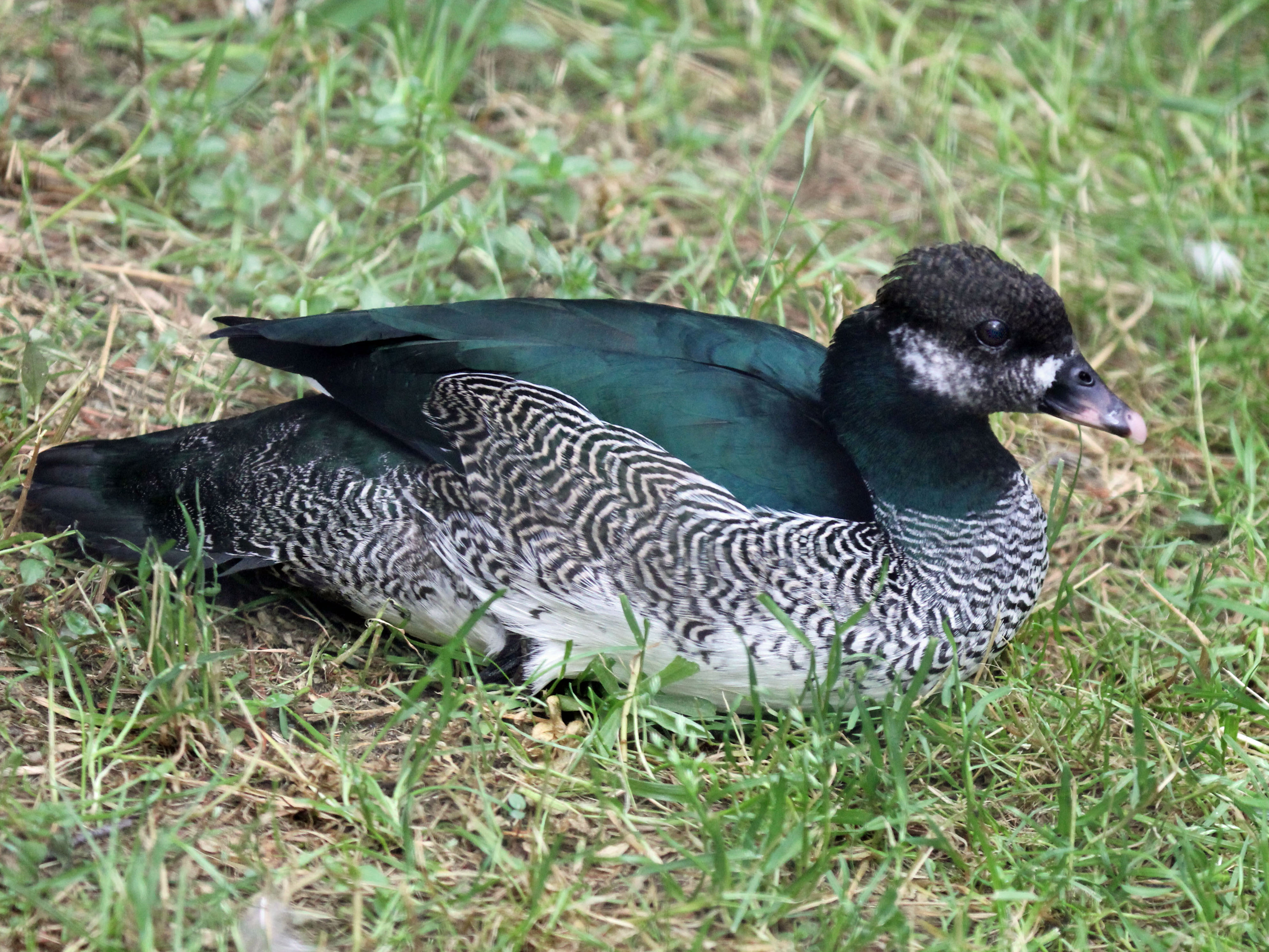

Elle vit dans les étendues d'eau du nord de l'Australie et du sud de la Nouvelle-Guinée
(lagons, billabongs etc).

## Mensurations
Elle mesure 35 – 36 cm pour un poids d'environ 320 g, avec une envergure de 48 – 60 cm.

## Alimentation
Elle est végétarienne.